# Xandrames cnecozona
Xandrames cnecozona är en fjärilsart som beskrevs av Louis Beethoven Prout 1925. Xandrames cnecozona ingår i släktet Xandrames och familjen mätare. Inga underarter finns listade i Catalogue of Life.

## Bildgalleri

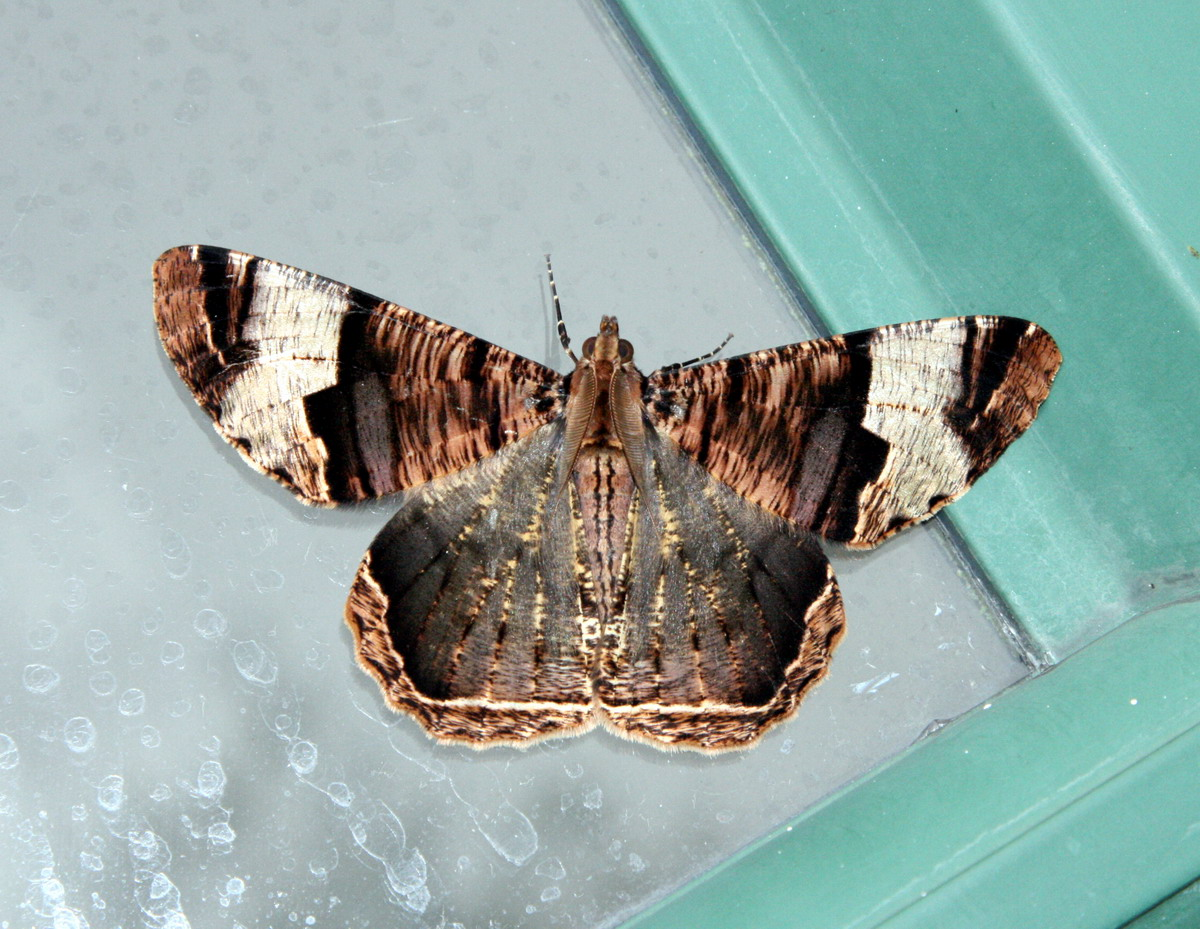